# Йосип Ости
Йосип Ости (на босненски: Josip Osti) е известен словенски и босненско-херцеговински поет, писател и преводач.

## Биография
Роден е през 1945 г. в Сараево, където завършва световна литература и философия във Философския факултет.
Работил е като редактор в издателство „Веселин Маслеша“, бил е директор на международния литературен фестивал „Сараевски дни на поезията“, секретар на Съюза на писателите на Босна и Херцеговина, председател на Съюза на преводачите на художествена литература в Босна и Херцеговина.
От 1990 г. живее в Словения (в Любляна и Томай) като свободен автор или, както често самият той казва – от любов и онова, което напише и преведе.
Творчеството му, написано на езика на спомените му, както нарича своя босненски/хърватски език, а през последните години и на словенски език, включва над 20 стихосбирки, 5 белетристични произведения и 13 книги с есеистични, литературнокритически и публицистични текстове. Съставител е на много антологии на съвременната словенска и босненско-херцеговинска поезия и проза и преводач на около 90 книги и 15 пиеси на словенски автори. На словенски, италиански, хърватски/босненски, чешки, английски, полски, македонски, турски и български са публикувани около 40 превода на негови книги.
За литературната и преводаческата си дейност е отличаван с многобройни награди, сред които: наградата на Требинските вечери на поезията за най-добър поетически дебют в Босна и Херцеговина (1971), наградата на Съюза на преводачите на художествена литература в Босна и Херцеговина (1981 и 1985), международната награда „Виленица“ (1994), Вероникина награда (1999), наградата „Отон Жупанчич“ (2000), специалното международно признание за поезия Scritture di Frontiera (2005) и други.

## Произведения
Поезия
- Крадец на сънища (1971),
- Salto mortale (1974),
- Татуираният цигулар (1976)
- Гръм от ясно небе (1978)
- Умират и змиите, които са ни ухапали (1984)
- Змийски пастир (1989)
- Барбара и варварина (1990)
- Пламък жар пепел и обратно (1991)
- Любовен двор (за деца, 1993)
- Сараевска книга на мъртвите (1993) (българско издание 2003)
- Мечта върху трапеца (за деца, 1994)
- Соломонов печат (1995)
- Със старото злато на спомените (1997)
- Крашки нарцис (1999)
- Саванът на Вероника (2002)
- Рана в сърцето – славей в раната (2002)
- Вечността на мига (2003)
- L'abero che cammina/Ходещо дърво (триезично издание, превод на италиански Йолка Милич, 2005)
- Rosa mystica (2005])
- Необикновени са всички любови (2006)
- Ден и нощ на всекидневието (2007)
- Между Коприва и Криж (2007)
- Сенки от светулки (2007)
- Томайска градина (2007)

Проза
- Първо и мъжко (1966)
- Отраснах с животни (1996, 1997)
- Изчезна леденото вълшебство (1998)
- Учител по любов (2005)

Книги с есета, литературнокритически и публицистични текстове
- Полет край лампата (1986)
- Евреите в Сараево и Босна (1993)
- Сараево някога и сега (1993, 1994)
- Живот и разказ (1994)
- Меч и перо (1995)
- Книга за книгите (1996)
- Подземна катедрала (1996)
- Радован Караджич – поет и/или престъпник (1996)
- Лица, образи, пространства… (1996)
- По следите на нишката на Ариадна (1996)
- Звезда в прегръдките на младия месец (1999)

Антологии на словенската поезия и проза
- Из съвременната словенска поезия (1988)
- Градина с диви рози (1989)
- Музите не мълчаха – стихове на словенски поетеси и поети за войната в Словения, Хърватия и Босна и Херцеговина (1999)
- Антология на най-новия словенски разказ (2001)